# Dennis Georgian Şerban
Dennis Şerban (Bucarest, 5 de gener de 1976) és un exfutbolista romanès, que ocupava la posició de migcampista atacant.

## Trajectòria
Va començar a militar al FC Farul Constanţa i al Portul Constanţa (com a cedit) abans de fitxar per l'Steaua de Bucarest el 1996. De seguida va esdevenir un important jugador de l'equip que hi va guanyar la Divizia A en 1997 i 1998.
A l'any següent fitxa pel València CF, de la primera divisió espanyola, i seguint les petjades d'un compatriota seu, Adrian Ilie. Al conjunt merengot no té massa oportunitats, sent suplent i cedit al Vila-real CF i a l'Elx CF. Al Baix Vinalopó qualla una bona temporada, amb 11 gols en 35 partits. És repescat pel València, però a les poques setmanes torna al seu país per jugar amb el Rapid de Bucarest.
Hi retorna a la competició espanyola el 2002, per jugar al Córdoba CF i al Polideportivo Ejido, ambdós de Segona Divisió. En finalitzar el seu periple andalús, retorna a Romania per militar a Petrolul Ploieşti i Dinamo Bucarest. El gener del 2005 recala al Larissa FC, amb qui ascendeix a la màxima categoria de Grècia. De nou al Dinamo de Bucarest, es retiraria el 2007.
Ha estat internacional amb la selecció romanesa en 13 ocasions, tot marcant un gol.